# Cebrio dubius
Cebrio dubius là một loài bọ cánh cứng trong họ Cebrionidae. Loài này được P. Rossi miêu tả khoa học năm 1790.